# Fran Walsh
Fran Walsh, właśc. Frances Walsh (ur. 10 stycznia 1959 w Wellington) – nowozelandzka scenarzystka i producentka filmowa, długoletnia partnerka reżysera Petera Jacksona (od 1987). Ma duży wkład do jego filmów: pisze scenariusze, reżyseruje, występuje jako aktorka i jest ich producentem.
Wymieniona w trzech z Oscarów przyznanych filmowi Władca Pierścieni: Powrót króla z 2003:
- za piosenkę
- za scenariusz
- za najlepszy film

Była także nominowana do Oscarów za poprzednie części trylogii Władca Pierścieni.